# Chéraute
Chéraute é uma comuna francesa na região administrativa da Nova Aquitânia, no departamento dos Pirenéus Atlânticos. Estende-se por uma área de 35,09 km². Em 2010 a comuna tinha 1 239 habitantes (densidade: 35,3 hab./km²).